# Наприкінці ночі (фільм, 1987)
«Наприкінці ночі» («На исходе ночи», «Im Morgengrauen») — радянсько-східнонімецький художній фільм 1987 року, знятий режисером Родіоном Нахапетовим на кіностудіях «Мосфільм» і «Дефа».

## Сюжет
Вночі 22 червня 1941 року на німецькому пасажирському судні спалахує пожежа. Йому на допомогу приходить радянський танкер «Каспій» — і штурман Микола Борщ рятує німецьку дівчину, одержуючи важку травму. Однак пізніше німці захоплюють «Каспій» і змушують його йти до Гамбурга.

## У ролях
- Неле Савиченко-Климене — Ерна Зайферт
- Ремігіюс Сабуліс — Микола Борщ, штурман
- Інокентій Смоктуновський — Пауль Зайферт
- Тину Карк — Джек Лоусон, американський журналіст
- Донатас Баніоніс — Ейман, лікар
- Хейно Мандрі — Віллі Кнопф
- Олексій Жарков — Петро Кукаркін, старпом на радянському судні
- Ігор Єфімов — Іван Юхимович Доценко, капітан радянського судна
- Ніна Русланова — Настя, буфетниця
- Інтс Буранс — капітан німецького судна
- Улдіс Лієлдіджс — Віллі, старпом на німецькому судні
- Леонід Сатановський — Фріч, керуючий кінного заводу
- Володимир Ільїн — стюард
- Андрій Смоляков — Янек, полонений поляк
- Поліна Медведєва — Емма, домробітниця у будинку Фріча
- Сергій Фетісов — моторист
- Петро Воробйов — Коломієць
- Валерій Бабятинський — Густав Вінер, секретар Зайферта
- Валерій Прийомихов — Борщ, капітан радянського судна
- Едгар Хоппе — Зайферт, капітан німецького судна, син Ерни
- Дітмар Олендік — Кастнер, старпом на німецькому судні
- Микола Холошин — Вася, радист
- Алла Майкова — пасажирка
- Євген Безрукавий — епізод
- Микола Крюков — пасажир німецького судна
- Галина Шостко — пасажирка німецького судна
- Леонід Дячков — лікар на німецькому судні
- Геннадій Юхтін — лікар на радянському судні
- Михайло Чигарьов — епізод
- Ігор Донськой — чоловік з дитиною
- Юрій Виноградов — пасажир німецького судна
- Валентин Головко — епізод
- Сергій Коммунар — лікар Рашке
- Н. Красносільська — епізод
- Філіп Смоктуновський — епізод
- Аліса Признякова — епізод
- Алла Чеботарьова — танцівниця
- Петро Чеботарьов — танцівник
- Борис Романов — епізод
- Юрій Пахомов — епізод
- Віктор Нестеров — Сьомушкін
- С. Ковскі — епізод
- В. Бегер — епізод
- Ілзе Бастуббе — медсестра
- Родіон Нахапетов — епізод
- Олена Санаєва — епізод
- Максим Бритвенков — епізод

## Знімальна група
- Режисер — Родіон Нахапетов
- Сценаристи — Ігор Таланкін, Олег Руднєв
- Оператор — Володимир Шевцик
- Композитор — Сергій Баневич
- Художники — Олександр Бойм, Олександр Макаров